# DVD-RAM
DVD-RAM — перезаписываемый DVD-диск, предложенный организацией DVD Forum. Для перезаписи используется технология изменения фазы (англ. phase change technology), благодаря которой DVD-RAM могут быть сравнимы со съёмными жёсткими дисками, поскольку данные на DVD-RAM могут быть перезаписаны 100 000 раз, в отличие от DVD-RW и DVD+RW, допускающих лишь 1000 перезаписей. Первые DVD-RAM диски ёмкостью 2,6 Гб (односторонние) и 5,6 Гб (двусторонние) появились в продаже весной 1998 года. Версия 2 DVD-RAM дисков ёмкостью 4,7 Гб появилась в конце 1999 года, а двусторонние диски ёмкостью 9,4 Гб — в 2000 году. DVD-RAM дисководы читают DVD-видео, DVD-ROM и все виды CD.
Изначально DVD-RAM диски выпускались только в защитных картриджах, однако, немного позже на рынке появились DVD-рекордеры, способные работать с дисками без картриджей (а также приводы, вообще не поддерживающие диски с картриджами). Стоит отметить, что диски с защитными картриджами стоят в среднем на 50 % дороже, чем незащищённые диски. При этом картриджи обычно легко разбираются, так что, диск может быть извлечен из картриджа для его использования в приводе, не поддерживающем картриджи.

## Преимущества DVD-RAM

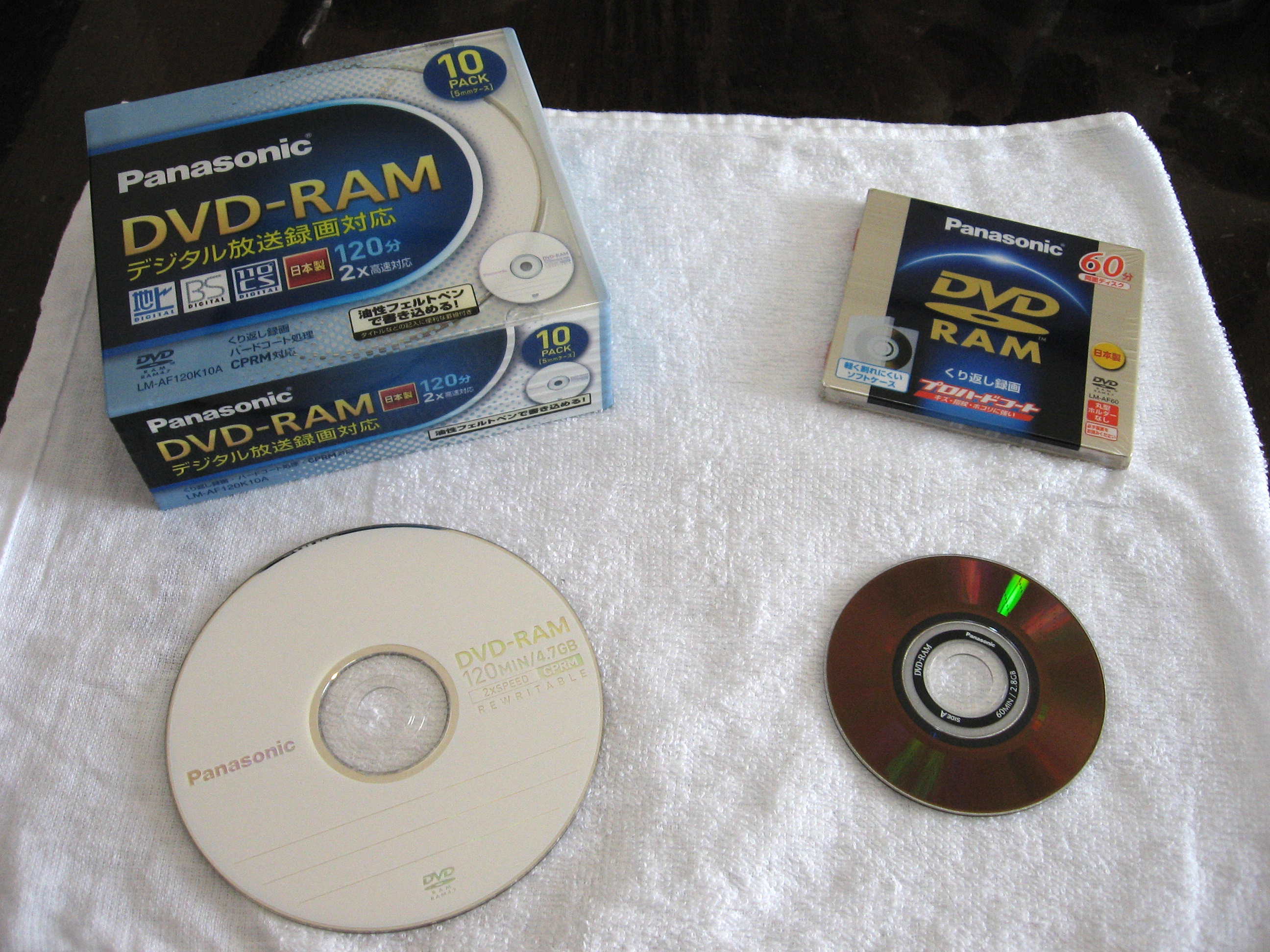
DVD-RAM диски обычного размера и мини-DVD

- Долгий срок службы — при условии отсутствия физических повреждений обеспечивается как минимум 30-летний срок хранения данных (теоретически);
- Диски выдерживают до 100 000 циклов перезаписи (DVD±RW - только 1 000 циклов);
- Не требуется специального ПО для записи дисков — доступ к дискам осуществляется как к обычным сменным носителям. Linux 2.6, Windows XP и Mac OS (8.6 или более поздние версии) поддерживают DVD-RAM напрямую; более ранним версиям Windows требуются драйверы для рекордера или программы типа InCD;
- Очень быстрый доступ к маленьким файлам;
- Автоматическая проверка записываемых данных;
- Пластиковый картридж, защищающий диск от механических повреждений;
- В видеорекордерах диски DVD-RAM могут записываться и просматриваться одновременно (Функция Time Slip);
- Не требуется закрытие сессии (финализация).

## Недостатки DVD-RAM

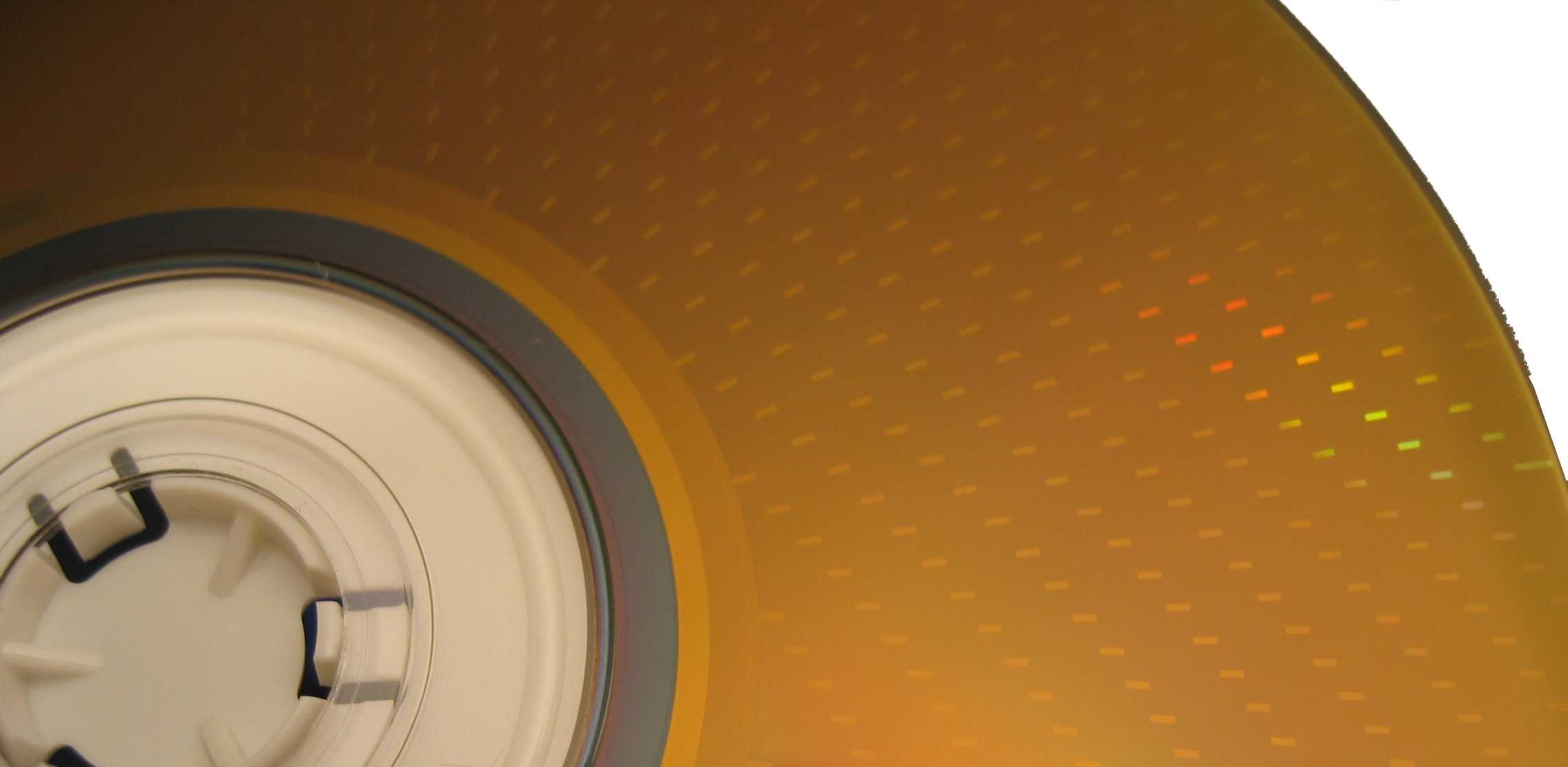
поверхность DVD-RAM

- Большинство бытовых DVD-проигрывателей не поддерживает DVD-RAM.
- DVD-RAM дороже, чем прочие DVD.
- Долгая загрузка (однако последние модели рекордеров Panasonic загружают диск быстро).

## Дисководы и диски Panasonic

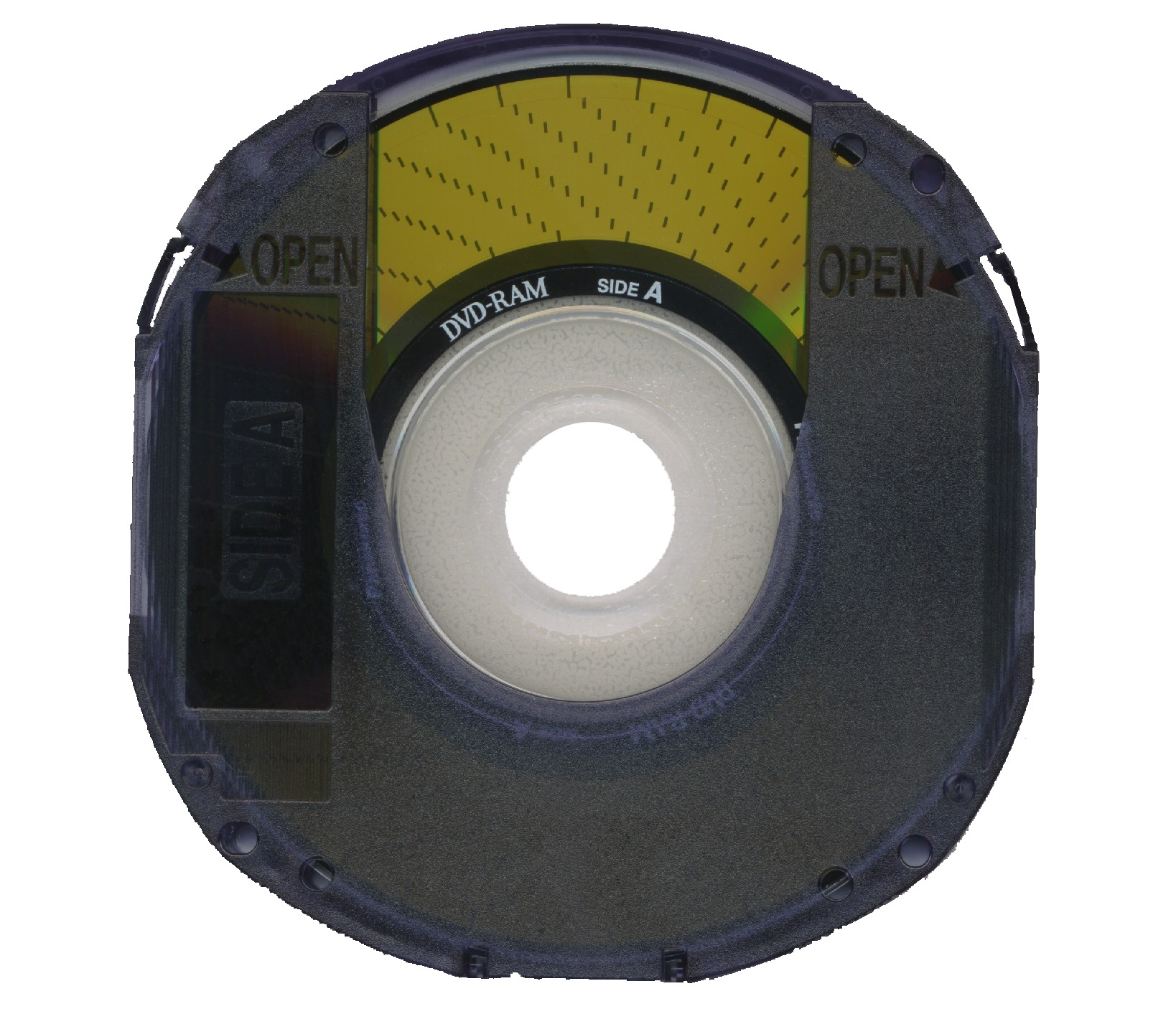
Mini-DVD-RAM c картриджем

В 1998 году компания Panasonic стала первой компанией, выпустившей на рынок DVD-RAM приводы. Дисководы DVD-RAM компании Panasonic читают диски как в адаптерах (caddy-based media), так и без них (caddyless media); для записи DVD-RAM диски обязательно должны быть вставлены в адаптер. Все остальные DVD- и CD-диски могут быть прочитаны без использования адаптера.